# Innarawanteš
Die Innarawanteš sind eine Gruppe hethitischer Gottheiten. Im luwischen Raum sind sie als Annaruminzi bekannt. Sie entstanden aus der Vervielfältigung des hethitischen Schutzgottes Innara bzw. seines luwischen Äquivalents Annari.
Von ihrem Ursprung im Schutzgott Innara her, übernahmen die Innarawanteš ihre Aufgabe als erdverbundene Schutzgottheiten. Wie viele Gruppen von Gottheiten, die durch Vervielfältigung einer Gottheit entstanden, weisen die Innarawanteš aber auch dämonische Züge auf.
Die Namen Innarawanteš oder Annarumenzi kann mit "die Kräftigen" übersetzt werden (von hethitisch innaru- bzw. luwisch annari- "stark, kräftig, rüstig"). Die Innarawanteš befinden sich auch in der Gesellschaft des luwischen Gottes Šanta, der kriegerische und unterweltliche Aspekte in sich vereint. Sie werden beschrieben als Gottheiten, die blutige Kleidung tragen, sich die Schärpen der Bergbewohner umgebunden haben, sich Dolche umgegürtet haben und gespannte Bögen sowie Pfeile halten. Diese Beschreibung und die damit verbundene offensichtlich kriegerische Natur rücken die Innarawanteš in die Nähe der sieben kriegerischen Begleiter des mesopotamischen Seuchen- und Unterweltgottes Nergal/Erra.